# Melanophryniscus milanoi
Melanophryniscus milanoi es una especie de anfibio anuro de la familia de los bufónidos (Bufonidae). Esta especie es endémica en el estado de Santa Catarina en Brasil.
Los machos miden de 17,6 a 21,1 mm y las hembras miden de 20,3 a 23,7 mm.
Esta especie fue nombrada en el honor de Miguel S. Milano.

## Publicación original
- Bornschein, Firkowski, Baldo, Ribeiro, Belmonte-Lopes, Corrêa, Morato & Pie (2015). «Three new species of phytotelm-breeding Melanophryniscus from the Atlantic rainforest of southern Brazil (Anura: Bufonidae)». PLOS ONE 10 (12). pp. 1-35.